# Тропическая болезнь
«Тропическая болезнь» (тайск. สัตว์ประหลาด) — тайская психологическая романтическая драма Апичатпонга Вирасетакула 2004 года.
Фильм можно разделить на две части. В первой рассказывается о романе между двумя мужчинами, один из которых исчезает, а во второй — о таинственной истории солдата, отправившегося на его поиски и заблудившегося в лесу.
Картина получила приз жюри на Каннском кинофестивале 2004 года и была первым тайским фильмом, который участвовал в главном конкурсе этого фестиваля.

## В главных ролях
| Актёр               | Роль |
| ------------------- | ---- |
| Banlop Lomnoi       | Keng |
| Sakda Kaewbuadee    | Tong |
| Huai Dessom         |      |
| Sirivech Jareonchon |      |
| Udom Promma         |      |